# Health
A Health egy 2006-ban alakult amerikai noise rock együttes. Jelenlegi tagjai  Jake Duzsik (ének/gitár),  Jupiter Keyes (gitár), Benjamin Jared Miller és John Famiglietti (ének/basszusgitár).

## Diszkográfia

### Albumok
- 2007 HEALTH - Lovepump United
- 2008 //DISCO - Lovepump United (Remix Album)
- 2009 Get Color - Lovepump United/City Slang

### 7"
- 2007 CRYSTAL CASTLES vs. HEALTH - Crimewave - Trouble Records (#9 UK indie singles charts)
- 2007 CRYSTAL CASTLES//HEALTH 7" SPLIT - Lovepump United
- 2008 PERFECT SKIN +RMX 7INCH - Suicide Squeeze
- 2008 HEAVEN +RMXS 12INCH - Flemish Eye
- 2008 TRICERATOPS//LOST TIME +RMXS 12INCH - Tough Love Records
- 2008 //M\\ 7INCH - No Pain In Pop